# Power (film 2020)
Power (ang. Project Power) – amerykański film akcji z 2020 w reżyserii Henry’ego Joosta i Ariela Schulmana. Za scenariusz odpowiedzialny jest Mattson Tomlin.
Film przedstawia historię trójki osób walczących z niebezpiecznym narkotykiem, który jest rozprowadzany na ulicach Nowego Orleanu.

## Fabuła
Na ulicach Nowego Orelanu pojawia się nowy niebezpieczny narkotyk – Power. Osobie, która go zażyje daje supermoce (np. nadludzka siła, przyspieszona regeneracja, niewidzialność), czas ich trwania wynosi równo 5 minut. Wielu przestępców wykorzystuje ten środek do napadów lub ataków na komendy policji. Policjant, były żołnierz i nastolatka starają się znaleźć i zniszczyć źródło tego narkotyku.

## Obsada
- Jamie Foxx jako Art, były żołnierz, wykonywano na nim pierwsze próby z powerem
- Joseph Gordon-Levitt jako Frank Shave, policjant
- Dominique Fishback jako diler Robin
- Rodrigo Santoro jako Biggie, twórca Poweru
- Allen Maldonado jako Landry
- Colson Baker jako Newt
- Kyanna Simone Simpson jako Tracy
- Andrene Ward-Hammond jako Irene
- Courtney B. Vance jako Kapitan Crane
- Casey Neistat jako Moto